# Faddéi Bulgarin
Faddéi Venedíktovich Bulgarin (ruso: Фаддей Венедиктович Булгарин, polaco: Tadeusz Bułharyn), (Raión de Uzdá, Minsk, Bielorrusia, 24 de juniojul./ 5 de julio de 1789greg. – Tartu, Estonia, 1 de septiembrejul./ 13 de septiembre de 1859greg.), fue un escritor y periodista polaco naturalizado ruso. El objetivo de la mayoría de sus escritos era popularizar las políticas autoritarias de Alejandro I de Rusia y Nicolás I de Rusia.
A lo largo de su carrera periodística, Bulgarin fue víctima de constantes críticas y burlas por sus escritos. Una de las personalidades rusas que se burlaba de sus escritos fue el poeta Aleksandr Pushkin. Esto lo llevó a convertirse en uno de los periodistas más despreciados de Rusia.

## Biografía
Nació en una familia de origen polaco de la pequeña nobleza rural y sirvió en el ejército ruso contra Napoleón (1806-1807) y contra Finlandia (1808). En 1811 fue expulsado del ejército por irreverencia hacia los superiores. Marchó a Varsovia y allí se alistó en el ejército napoleónico, haciendo con él las campañas contra España, Italia y la propia Rusia y alcanzando el grado de capitán. En 1814 fue tomado prisionero por los prusianos y tras no pocas peripecias y andanzas consiguió volver a San Petersburgo, donde fue perdonado y llegó a ocupar altos cargos en la administración civil. Además se dedicó a la actividad literaria y editorial creando periódicos y revistas como El Archivo del Norte, Hojas Literarias, El Hijo de la Patria, La Abeja del Norte, El Contertulio Infantil, Almanaque Teatral, El Hacendoso, La Talía Rusa etc. Al parecer fue confidente de la policía secreta, pues el propio Pushkin le dirigió violentos epigramas en tal sentido. Llamado «el renegado del liberalismo» por su colaboración (1825-1859) con Nikolái Gretsch en la revista política y literaria La Abeja del Norte que era la portavoz del régimen imperial, y que combatía encarnizadamente las ideas liberales y las manifestaciones de la inteligencia y del arte que podían parecer solidarias de las mismas. 
En 1830 atacó al líder del romanticismo liberal ruso, Pushkin, en su gaceta La Abeja del Norte:
«Se dice sin hacer de ello un secreto que un poeta de la América española... descendiente de un mulato o de una mulata (no sé más) se puso a demostrar que uno de sus ancestros era un príncipe negro. En el Ayuntamiento de esta ciudad se descubrió que allí, en una época muy remota, hubo un proceso entre un capitán y su segundo sobre el tema de este Negro, que ambos querían apropiarse, ¡y el capitán probó que había comprado al Negro por una botella de ron! ¿Quién hubiera creído entonces que un día un poeta se reclamaría de este Negro? Vanitas vanitatum.»
Respondiendo a esos ataques, Pushkin se dirigió directamente a Bulgarin:
«Uno puede perdonar a un emigrado no amar ni a los rusos, ni a la Rusia, ni a su historia, ni a su gloria. Pero lo que no sabría es venderse para cumplir con los victoriosos rusos manchando en el barro las páginas sagradas de nuestros anales, denigrando a los mejores conciudadanos y, no contento con atacar a sus contemporáneos, profanar las tumbas de nuestros antepasados.»
Su mayor éxito como editor fue sin duda la creación del periódico La Abeja del Norte (1825-1859) que alcanzó una tirada de hasta mil ejemplares. Autor de pluma fértil y versátil, escribió numerosos ensayos, relatos y sobre todo novelas. A la inspiración del romántico Walter Scott debe la serie de novelas históricas Iván Vyzhiguin (1829) y Piotr Vyzhiguin (1831), que fue muy popular en Rusia e incluso en varios países europeos. Cuenta la historia de un pequeño burgués que pasa mil avatares y desventuras al estilo de la novela picaresca. Fuera de esta serie escribió además Dmitri el impostor (1830), novela histórica sobre la lucha por el trono moscovita en el siglo XVII. La piedad y la justicia es de temática oriental; Las renombradas memorias del consejero titular Chujin o Una sencilla historia de la vida cotidiana (1835) es de corte doctrinal y moralizante. Mazepa (1834) es también una novela histórica.
Escribió unas interesantes Memorias que quedaron incompletas, y numerosos ensayos, entre los que destacan Mis recuerdos sobre Griboyédov, una semblanza del gran comediógrafo, el ensayo culturológico Costumbres populares rusas y Recuerdos de España, fruto literario poco afortunado de su estancia en España con las tropas de Napoleón durante la Guerra de la Independencia. Sus conocimientos sobre la cultura española bastaban, sin embargo, para escribir un bastante exacto Estudio histórico de literatura española que se vale sobre todo de fuentes francesas y de Sismondi.
Bulgarin era eslavófilo y su nombre quedó como aglutinante de las tendencias conservadoras de la inelectualidad rusa y como portavoz de una ideología oficialista a través de sus numerosas publicaciones periódicas. Desempeñó un importante papel en la vida cultural, política y literaria rusa de la primera mitad del siglo XIX como contrapeso a Visarión Belinski y su círculo. Su obra completa ocupa diez volúmenes.